# Eddy Root
Edward Frederick "Eddie" Root, né le 12 mars 1880 et mort le 1er mai 1976, est un coureur cycliste sur piste américain. Professionnel de 1904 à 1916, il est l'un des premiers spécialistes des courses de six jours, qu'il remporta à 8 occasions.

## Biographie
Il participe aux Jeux olympiques de 1904 et gagne l'épreuve du 2 miles pour les professionnels, non reconnue comme olympique.

## Palmarès

### Six jours
- Six jours de New York : 1904 (avec Oliver Dorlon), 1905, 1906 (avec Joe Fogler), 1910 (avec Jim Moran)
- Six jours d'Atlanta : 1909 (avec Joe Fogler)
- Six jours d'Atlantic City : 1909 (avec Paddy Hehir)
- Six jours de Bruxelles : 1912 (avec Alfred Hill)
- Six jours de Toronto : 1912 (avec Paddy Hehir)